# Председател на Европейския съвет
Председателят на Европейския съвет (неправилно наричан президент на Европейския съвет или президент на Европейския съюз) е постоянно действащ ръководител на Европейския съвет, главен представител на Европейския съюз на международната арена. Европейският съвет е колегията на всички правителствени ръководители на държавите членки на ЕС и председателя на Европейската комисия, която определя общите политически насоки на съюза.
Ролята на председателя е установена в член 15 от Договора за Европейския съюз (ДЕС). По-конкретно председателят на Европейския съвет:
- председателства заседанията на Европейския съвет и ръководи работата на тази институция.[1]
- в сътрудничество с председателя на Комисията и въз основа на работата на Съвета по общи въпроси осигурява подготовката и приемствеността на работата на Европейския съвет
- стреми се да подпомага сближаването и консенсуса в Европейския съвет
- представя доклад пред Европейския парламент след всяко заседание на Европейския съвет

Между 1975 и 2009 г. позицията „глава на Европейския съвет“ е неофициална и се заема автоматически за половин година от държавния глава (премиера) на държавата, председателка на Съвета на ЕС. След Лисабонския договор (2007) Европейският съвет избира свой председател с квалифицирано мнозинство за срок от две години и половина с възможност за преизбиране само още веднъж. В случай на необходимост отново Европейският съвет може да отстрани председателя, за което се изисква също квалифицирано мнозинство.
Първият официален председател на Европейския съвет е избран на 19 ноември 2009 г. – това е Херман Ван Ромпой, заел поста на 1 декември 2009, когато влиза в сила Лисабонският договор. Той е преизбран и за следващ мандат, с което общият му престой на тази длъжност е точно 5 г. Негов наследник на поста е бившият полски министър-председател Доналд Туск, застъпил от 1 декември 2014 г. Наследник на Туск е белгиецът и бивш министър-председател Шарл Мишел, встъпил на 1 декември 2019 г. Наследник на Мишел е Португалецът и бивш министър-председател Антониу Коща встъпил в длъжност на 1 декември 2024 г.